# Mandat français en Syrie et au Liban
 (mars 2016).
Le mandat français en Syrie et au Liban (1923-1946) fut l'un des deux mandats — l'autre étant le mandat britannique en Palestine — institués par la Société des Nations (SDN) dans leur principe le 25 avril 1920 (après la Première Guerre mondiale, alors que la France administrait avec le Royaume-Uni les Territoires ennemis occupés mais alors que le royaume arabe de Syrie avait déclaré son indépendance), et qui devaient permettre officiellement aux États du monde arabe d'accéder à l'indépendance et à la souveraineté, sitôt après avoir atteint un niveau suffisant de maturité politique et de développement économique. Les textes des deux mandats furent rédigés à Londres le 24 juillet 1922, alors que la France avait fait succéder aux Territoires ennemis occupés (le royaume arabe de Syrie s'étant rendu en juillet 1920), d'une part, l'État des Druzes et l'État du Grand Liban, et, d'autre part, l'État d'Alep, l'État de Damas, et le territoire des Alaouites qu'elle administrait depuis juin 1922 dans la Fédération syrienne.
La France administra de 1925 à 1930 l'État de Syrie, l'État des Alaouites, l'État des Druzes et l'État du Grand Liban puis République libanaise, puis de 1930 à 1936 la République syrienne, la République libanaise, l'État des Alaouites et l'État des Druzes et enfin les Républiques syrienne et libanaise seules. La France avait signé en 1936 des traités d'indépendance avec la Syrie et le Liban mais n'avait pas ratifié ces traités. La république du Hatay déclara son indépendance le 2 septembre 1938, et la République syrienne le 17 avril 1946.
Entre 1920 et 1946, la Syrie ne fut pas de jure une colonie française, mais un pays placé sous mandat de la SDN, dont les termes du mandat étaient « de mener la Syrie à l’autodétermination politique, c’est-à-dire à l’indépendance, dans les plus brefs délais et de protéger son intégralité territoriale ». Pendant toute la durée du mandat français, cette formulation évasive laissa place à l'interprétation et aux débats entre les partisans d'un État souverain et ceux d'un impérialisme souple.
Le statut de la Syrie et du Liban sous mandat français fut toutefois comparé par nombre de ses détracteurs à celui de colonies. La Syrie a par ailleurs été pour la France une étape utile sur la route la reliant à ses possessions coloniales extrême-orientales. Contrairement au Royaume-Uni qui prépara de futures monarchies pour ses mandats (sauf pour le futur État d'Israël et la Palestine), la France privilégia un modèle républicain.

## Établissement du mandat français en Syrie et au Liban (1918-1920)

### Situation en 1918: fin de la domination ottomane
La Syrie et le Liban font partie de l'Empire ottoman depuis la conquête de Sélim 1er en 1516 ; de la fin du XIXe siècle au début du XXe siècle, le sentiment nationaliste des Arabes va croissant, même si la grande majorité reste acquise à l'idée de l'ottomanisme, un nationalisme pluriethnique, multiculturel, multiconfessionnel avec prééminence musulmane. Cependant, cette forme de nationalisme n'est populaire que chez les musulmans, les chrétiens étant quant à eux assez hostiles à l'Empire ottoman et privilégient un nationalisme strictement arabe de tendance laïque.
Avec la révolution Jeunes-Turcs nationaliste et laïc en 1908, les Arabes qui avaient surtout affirmé une identité culturelle spécifique au sein de l'Empire convoquent un congrès à Paris. Lors de ce congrès, les deux cents délégués demanderont la reconnaissance par l'Empire ottoman du peuple arabe, ce que refusera le gouvernement nationaliste Jeune-Turc.
C'est au cours d'un séjour à Damas que Fayçal ibn Hussein, qui prendra la tête de la grande révolte arabe, se convertit aux thèses de certaines sociétés nationalistes arabes secrètes. Avec la guerre, ce mouvement arabiste devient plus politique mais aussi plus radical et réclame rapidement l'indépendance des territoires arabes, mais aussi l'unité qu'elle soit syrienne, arabe ou islamique.
Lors de la guerre de 14-18, conflit mondial, les Français sont contraints de laisser la prédominance militaire au Proche-Orient aux troupes britanniques. Ces derniers ont négocié la collaboration des Arabes.
Le 10 juin 1916, sur la foi des promesses britanniques, le chérif Hussein (gardien des lieux saints), se proclame roi des Arabes (même s'il n'est reconnu que comme roi du Hedjaz par les puissances européennes) et lève à Médine l'étendard de la révolte contre les Turcs. Le 10 juin sera une fête nationale en Jordanie (royaume hachémite).

### «Territoires ennemis occupés» (1918-1920)
Damas est libérée le 3 octobre 1918, et pour signifier que le pays passe désormais sous le double contrôle anglais et arabe, l’émir Fayçal entre dans la ville accompagné du général Edmund Allenby. Néanmoins, après la reddition de l'Empire ottoman le 30 octobre 1918, le Liban et la Syrie sont considérés comme des « territoires ennemis occupés », c'est-à-dire comme des zones sous administration conjointe britannique, française et arabe ; c'est en tant que tels qu'ils sont occupés par les troupes britanniques. À l'automne 1918, les Syriens se rallient à Fayçal ; le commandement de la révolte arabe s'installe à Damas et Fayçal y proclame un gouvernement arabe provisoire au nom de son père, le chérif Hussein.
Il rallie une à une les principales villes de la région qui hissent à leur tour le drapeau arabe, et la nouvelle administration prête allégeance à Hussein en tant que roi de tous les Arabes. Les Arabes de Palestine soutiennent l'émir Fayçal, craignant l'installation d'un foyer national juif en Palestine : à Beyrouth et au mont Liban, il installe ses représentants en vue d'un rattachement du Liban et de la Syrie.
Le général Allenby dresse les grandes lignes du gouvernement militaire de la Syrie et du Liban, et il procède à la répartition des territoires. Il confie à Fayçal l'administration de la Syrie intérieure (zone est), tandis que les Britanniques se réservent la Palestine (zone sud). Quant aux Français qui ont débarqué à Beyrouth le 8 octobre, ils occupent les côtes syriennes jusqu'à Naqoura au sud (zone ouest).
Pour apaiser les craintes des populations du Levant, et en accord avec la programme des Quatorze points de Wilson, Paris et Londres publient le 8 novembre 1918 la déclaration suivante :

« La Grande-Bretagne et la France sont d'accord pour encourager et aider à l'établissement de gouvernements et d'administrations indigènes en Syrie et en Mésopotamie, actuellement libérées par les Alliés. »

#### Conflit des zones d'influence

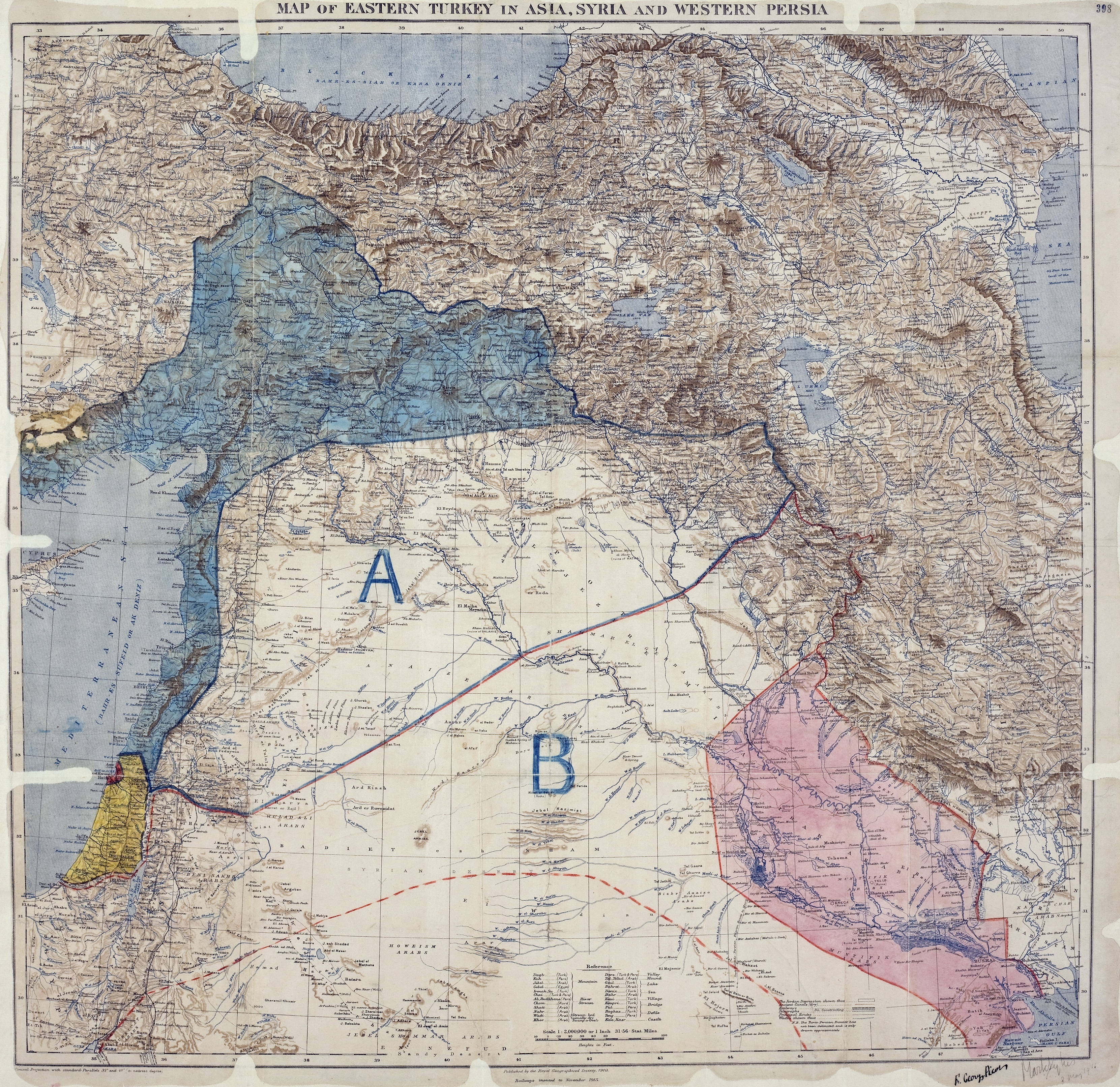
Carte des Accords Sykes-Picot montrant la Turquie orientale en Asie, Syrie et Perse occidentale, ainsi que les zones de contrôle et d'influence convenues entre la France et le Royaume-Uni. Royal Geographical Society, 1910-15. Signés par Mark Sykes et François Georges-Picot, le 8 Mai 1916.

Dès 1915, les Britanniques cherchent à sécuriser la partie orientale du canal de Suez en revendiquant des ports sur la côte syrienne, comme Alexandrette et Haïfa. Parallèlement, ils soutiennent une révolte arabe menée par les Hachémites, en valorisant l'identité arabe et en dépréciant l'influence française sur le littoral syrien. Cela provoque une réaction vive de la France, qui considère la région comme essentielle à sa « mission civilisatrice » républicaine, quand ce n’est pas celle de la «fille aînée de l’Eglise ».
Les coloniaux français, sous la direction de Robert de Caix, définissent une « Grande Syrie », englobant Alexandrette et le Sinaï, avec les chrétiens (maronites, arméniens, melkites) comme alliés naturels. En riposte, les Britanniques, dans le cadre des accords Sykes-Picot, réduisent la Syrie en excluant la Palestine et la Transjordanie, promises aux sionistes et aux Hachémites en échange de leurs soutien.
Entre 1917 et 1918, l'avance britannique en Orient remet en question l'équilibre établi,. Les tensions, notamment entre la France et le Royaume-Uni , sont ravivées à la fin de l’année 1918 et au début de 1919. Il apparaît nécessaire de désigner un général français de stature comparable à celle de Sir Edmund Allenby, l'influent commandant britannique en Orient. Dès octobre 1918, Allenby propose un redécoupage de la Syrie, qui montre les intentions britanniques de réviser les accords de 1916. Les tensions entre les deux puissances coloniales sont de plus en plus palpables au début de 1919, avec des accusations réciproques de mauvaise foi et d’ingérence.
Face à cette situation, le vice-amiral de Bon, inquiet de l’absence de direction claire et de l’indécision française, soulève la question de la relève des troupes britanniques. Il dénonce l'autorité excessive d'Allenby, désormais maréchal, et son double jeu : il préconise un remplacement des soldats français tout en entravant l'arrivée de renforts. Devant ce blocage, le vice-amiral suggère le nom du général Gouraud : il compte sur son autorité reconnue, sur son succès dans les Dardanelles, et pense qu'il pourra restaurer l'efficacité et l'unité des forces françaises en Syrie.
La France désigne le général Gouraud pour remplacer François Georges-Picot et prendre en charge la transition des troupes britanniques à partir de novembre 1919, renforçant sa position en Syrie. En tant que colonial, il est regardé comme l’héritier de Lyautey. On voit en lui un homme capable de respecter l’islam et les pratiques culturelles des musulmans. Estimé des Britanniques avec lesquels il a combattu aux Dardanelles, chef de guerre reconnu par ses pairs, il reçoit en Orient une armée bien inférieure en nombre et en moyens à celle dirigée sur le front de Champagne. Mais Gouraud est connu pour sa capacité à faire beaucoup avec peu. Enfin, catholique pratiquant, il est susceptible de rassurer les populations chrétiennes d’Orient.

#### Une situation complexe

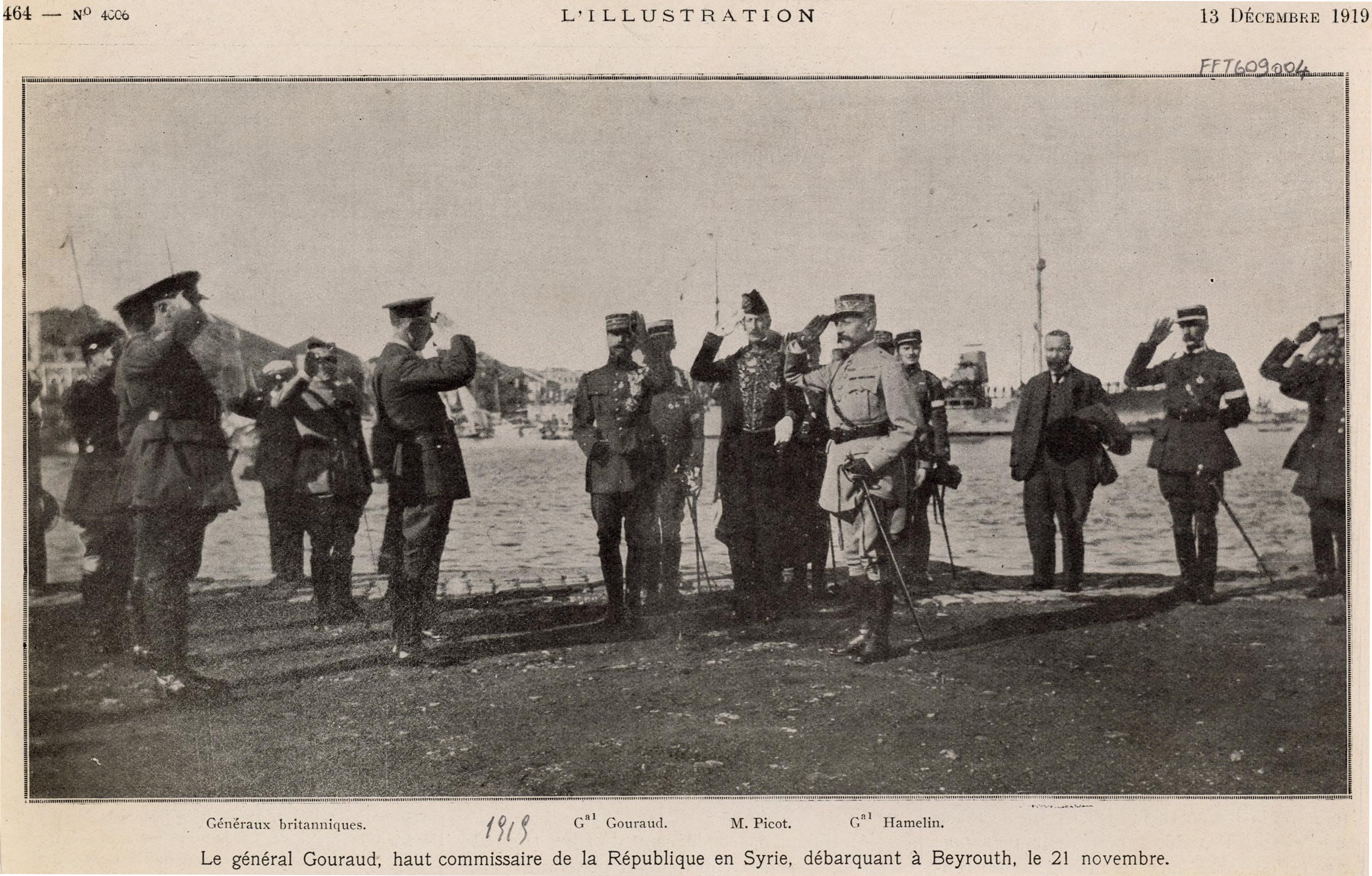
Le général Gouraud, haut commissaire de la République en Syrie, débarquant à Beyrouth, le 21 novembre 1919

À son arrivée, la question de la partition de la Syrie entre une Syrie arabe et une Syrie française a été rejetée par Clemenceau. Il a garanti à l'émir Fayçal une Syrie indépendante sous tutelle administrative française. Cet accord secret du 6 janvier 1920 oblige l'émir Fayçal à s'entendre avec Gouraud sur la mise en place du mandat français. La mission de Gouraud n'est pas claire : entre 1918 et 1920, la France hésite : d'une part, il y a sa « grande politique arabe » traditionnelle, c'est-à-dire la mise en place d'une grande Syrie autonome sous influence française avec l'émir Fayçal à sa tête ; et, d'autre part, sa « petite politique arabe », centrée sur les relations avec les Maronites, historiquement très francophiles.
Cette deuxième optique est privilégiée par Henri Gouraud. Le Proche-Orient devait être, selon lui, constitué d'une mosaïque de petits États divisés selon des critères confessionnels ; cela impliquait d'encourager les particularismes religieux (Liban, État des Alaouites, État des Druzes, etc). Robert de Caix de Saint-Aymour met l'accent sur la politique de morcellement et résume ce projet de la sorte : « Ainsi organisée, la Syrie devrait, pendant un certain nombre d'années au moins, être comme un vitrail dont le plomb serait français ». Le but est de favoriser les intérêts français et d’empêcher toute unité nationaliste. Gouraud eut donc recours à des stratégies similaires à celles employées en Afrique du Nord, notamment en manipulant les tribus, les confréries soufies et les Berbères.
Face à la résistance déterminée des forces kémalistes, les Français renoncent à leurs ambitions et, dès le mois de mai 1920, entament des négociations en vue d'un armistice. Cet accord leur permet de conserver le contrôle du sandjak d'Alexandrette, région stratégique située à la frontière entre la Syrie et l'Anatolie, et met fin à leur tentative de créer un refuge plus vaste pour les Arméniens dans la région.
Un mois après son arrivée, Gouraud reçoit des représentants de la communauté alaouite un message esquissant un rapprochement avec les autorités françaises. 76 notables de la montagne alaouite lui envoient un télégramme, sollicitant du général la formation d'un « syndicat autonome alaouites sous protection française ». Cet élément ne doit pas donner l'impression que les Alaouites étaient insensibles à la vision unitaire du nationalisme arabe de l'émir Fayçal : dès l'été 1919, a démarré dans la montagne alaouite une révolte ouverte contre les autorités françaises, menée par le Cheikh Salih el-Ali. Elle se terminera en 1921, lorsque Gouraud décrètera l'amnistie générale des rebelles.

#### Le gouvernement arabe de Damas

Drapeau de la Syrie sous le règne de Fayçal.

Entre octobre et novembre 1918, Fayçal forme le premier gouvernement arabe et nomme Rida Pacha al-Rikabi gouverneur militaire. Il associe par ailleurs au gouvernement certains de ses compagnons d'armes tels Sati al Housri, Kamel Qassab, Abderrahman Chahbandar, Fakri al-Baroudi, Farès al-Khoury, ou Ihsan al-Jabiri. Les nationalistes se nomment eux-mêmes « patriotes », « al-ouataniyyoun » ; la plupart veulent instituer dans la région un État unitaire, multiconfessionnel, démocratique et indépendant.
Toutefois, confrontés à la volonté des Britanniques et des Français de prendre le contrôle total de la région, les gouvernements arabes des villes sont dissous en octobre 1918. Les Français demandent la mise en application des accords Sykes-Picot, plaçant la Syrie sous leur influence.

#### La commission King-Crane (1919)
La commission King-Crane établie sur proposition du président américain Wilson a pour rôle d'enquêter dans le Levant pour recueillir les vœux des populations en matière politique. Les conclusions de l'enquête resteront lettre morte[réf. nécessaire]. L'homme d'État britannique Lord Balfour écrit clairement en août en 1919, dans un mémoire, que, quels que soient les vœux exprimés par les populations, la décision reviendra dans les faits aux puissances européennes qu'« il n’est pas possible d’appliquer à la Syrie et à la Palestine les principes édictés par le pacte de la SDN » :

« Comment seront choisies par les alliés les puissances qui auront le mandat sur la Syrie et la Palestine, puisque la charte de la SDN dit : « La volonté de ces communautés… doit être le critère déterminant dans le choix d’un mandataire ? ». L’intention est irréprochable, mais comment la réaliser dans les faits ? Prenons d’abord la Syrie. Est-ce que cela signifie que nous allons avant tout consulter la population ? Nous n’y pensons pas… quelle que soit la volonté des populations, c’est certainement la France qui aura le mandat… »

Dans cette enquête, les populations arabes réaffirment leur désir d'indépendance. Afin de ne pas se compromettre avec les factions locales, Gouraud adopte une attitude prudente et attend les décisions de la Conférence de la Paix. Il évite de se lier de manière exclusive aux catholiques les plus ardents de Syrie, ainsi qu’au groupe d’influence présenté par Auguste Terrier, dont les intérêts sont trop divergents.
Parmi ce groupe figurent des personnalités comme le docteur George Samné et Chekri Ghanem. Ils sont reconnus par Robert de Caix comme les principaux leaders du Comité central syrien ; mais ils sont perçus par la diplomatie française comme les représentants d’un élément libanais francisé, dont les ambitions suscitaient des inquiétudes parmi les musulmans.

### Royaume arabe de Syrie (1919-1920)

#### L'établissement du royaume arabe de Syrie
Les Britanniques ne pouvant pas se permettre d'entrer en conflit avec les Français, du fait qu'ils devaient s'occuper de la guerre d'indépendance irlandaise et de la série de révoltes au sein du Raj en 1919, décident de céder la région aux Français.
Ainsi, les troupes britanniques se retirent de Damas le 26 novembre 1919, laissant le gouvernement arabe et la France face à face.
Au mois de décembre 1919, les Français envahissent la Bekaa. Lors de cette crise, des rivalités éclatent entre communautés, clans, familles, régions et villes. Le nouveau pouvoir hachémite se heurte dès les premiers jours aux élites traditionnelles damascènes qui occupaient une place de choix dans le pays sous l'ère ottomane. Ces personnes voient avec mécontentement les officiers d'origine irakienne, les civils palestiniens, syriens et libanais venant de classe sociale modeste s'arroger une grande partie du pouvoir politique et militaire.
Avec la conférence de paix de Versailles, Fayçal se retrouve encore plus affaibli, en raison de l'attitude des Européens qui ont décidé d'ignorer les revendications arabes.
À partir de juin 1919, une commission d'enquête américaine, la commission King-Crane mène une enquête en Syrie avec pour mission d'éclairer les congressistes de Versailles sur l'état de l'opinion publique dans le pays. Sa zone d'étude va de la ville d'Alep à Beer-Cheva/Bersabée, elle visite 36 villes importantes, rencontre plus de 2 000 délégations venues de plus de 300 villages et reçoit plus de 3 000 pétitions. Ses conclusions confirment l’opposition des Syriens à un mandat dans leur pays, ainsi qu'à la déclaration Balfour et leur souhait de voir s’établir une Grande Syrie englobant la Palestine. Les conclusions de la commission sont cependant rejetées par les Français et tout simplement ignorées par les Anglais.
Pour convaincre Paris et Londres de changer de position, Fayçal entreprend deux longs voyages en Europe (novembre 1918 et septembre 1919 — janvier 1920), et rencontre plusieurs diplomates dont Robert de Caix qui dirige les négociations avec Fayçal. Cependant ses prises de positions ne rencontrent pas d'écho à Paris, en particulier après la victoire aux élections législatives de janvier 1920 de la droite conservatrice, favorable à la colonisation.

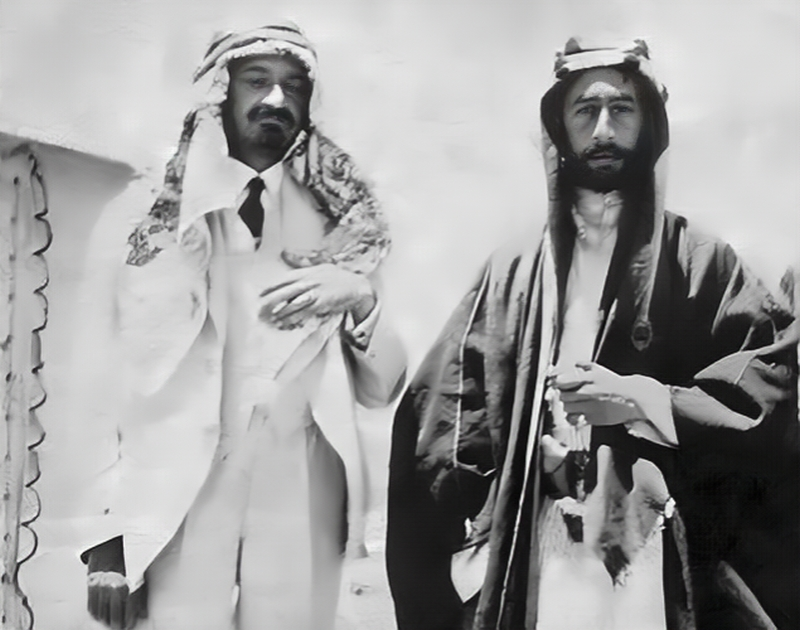
L'émir Fayçal Ier et Chaim Weizmann (à gauche, portant aussi une tenue bédouine en signe d'amitié), en 1918.

Signe de la détermination de la France à intervenir au Levant, le général Gouraud est nommé Haut-commissaire en Syrie-Cilicie, et ses troupes relèvent les soldats britanniques présents au Liban et sur le littoral syrien. En Syrie, les nationalistes refusent de revoir leur position, et se divisent sur la marche à suivre. Fayçal qui a accepté d'importants compromis face à Clemenceau et au chef sioniste Weizmann sur l'immigration juive en Palestine se voit de plus en plus isolé.
Les nationalistes se radicalisent et se divisent en deux groupes, le premier, plutôt modéré, comprend Rida Pacha Rikabi et le second des radicaux rassemblés autour de Yassin al-Hachimi pour lesquels l'indépendance n'est pas négociable. Fayçal qui doit se justifier de ses actes devant les partis nationalistes (Club arabe, al-Fatat, Al-Ahd, Istiqlal) cherche à créer une force politique plus modérée. C'est ainsi qu'il convoque des élections pour le Congrès général syrien en mai 1919. Cette élection profite aux grands propriétaires terriens et aux notables conservateurs ainsi qu'aux villes (80 % des sièges). Mais la minorité nationaliste arrive à dynamiser le Congrès autour des grands noms du nationalisme arabe (Jamil Mardam Bey, Choukri al-Kouatli, Ahmad al-Qadri, Ibrahim Hananou, Riad El Solh)…
Après les premières rumeurs de l'accord Fayçal-Clemenceau, des manifestations anti-hachémites éclatent dans la région ainsi qu'à Damas. Au mont Liban, les populations craignent de se voir intégrer au sein d'un futur « Grand-Liban ». Elles se révoltent, entraînant des incidents violents, à Tripoli, Baalbek et Marjayoun.
Devant cet état de fait, Fayçal se tourne vers des notables conservateurs qui fondent le Bloc national à la fin du mois de janvier 1920. Les vues du parti sont compatibles avec les accords passés entre Fayçal d'une part et Weizmann et Clemenceau de l'autre.

#### Les désaccords avec l'émir Fayçal

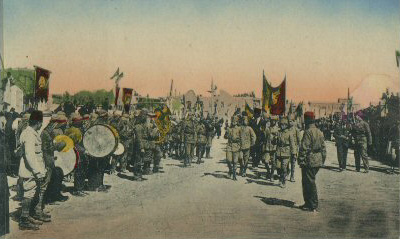
Proclamation de l'émir Fayçal roi de Syrie.

Après l'arrivée à Beyrouth, le 14 janvier 1920, l'émir Fayçal fut confronté à plusieurs griefs du général Gouraud, concernant les attaques contre les troupes françaises et les villages chrétiens. Gouraud remit des listes d’officiers arabes et de leaders soupçonnés d'être impliqués. L'émir Fayçal doit également gérer un Congrès syrien de plus en plus nationaliste. Sa capacité à apaiser leurs sentiments anti-français dépendait de sa volonté de défier Gouraud. Ce dernier voulait un Liban séparé sous mandat français. Ainsi, l'accord de décembre 1919 entre l'émir Fayçal et Clemenceau devenait difficile à accepter pour l'émir Fayçal.
À la fin février 1920, l'émir Fayçal avait le choix : diriger le Congrès syrien ou s'en retirer. Il choisit la première option. Un rapport du lieutenant-commandant britannique Butler, envoyé à Beyrouth, souligna que l'émir Fayçal maintiendrait son engagement envers les Français, conscient que l’approbation d'une grande puissance lui était nécessaire. Le rapport confirmait aussi que l'émir Fayçal n'avait pas abandonné l'idée de collaborer avec la France.
Le 8 mars 1920, le Congrès syrien présidé par Hachem al-Atassi, réuni à Damas, rejette catégoriquement tout accord avec la France, cherche à renforcer la position du prince l'émir Fayçal, et proclame, le 7 mars 1920, l'indépendance du royaume de Syrie incluant le Liban, la Palestine et la Mésopotamie. La déclaration stipule que les aspirations libanaises seraient préservées sous une administration séparée, détachée de toute influence étrangère,. Par ailleurs, Fayçal se fait couronner roi constitutionnel de Grande Syrie. Le Congrès prévoit également une union politique et économique avec l'Irak voisin, pour lequel il demande également l'indépendance.
Le premier gouvernement nationaliste est constitué le 9 mars 1920, et est dirigé par Ali Rida Pacha Rikabi. La Syrie est donc l'un des premiers pays arabes à avoir rédigé une constitution, laquelle fait d'elle une monarchie bicamérale.
Cette décision renforça la position de l'émir Fayçal en Syrie, mais irrita les Français et les Britanniques, ainsi que le patriarche maronite.
Georges Clemenceau a quitté le pouvoir après avoir signé l'accord avec l'émir Fayçal, le 6 janvier 1920, au profit d'une droite résolument colonisatrice. Le général Gouraud, de son côté, conteste la légitimité de la représentation des différentes communautés au sein du Congrès syrien : les 200 000 musulmans sunnites disposent de 13 représentants, tandis que les 610 000 autres, composés de chrétiens (510 000) et de chiites (100 000), n’ont que 3 députés, dont deux maronites et un seul chiite. De plus, 326 000 habitants demeurent sans représentation.

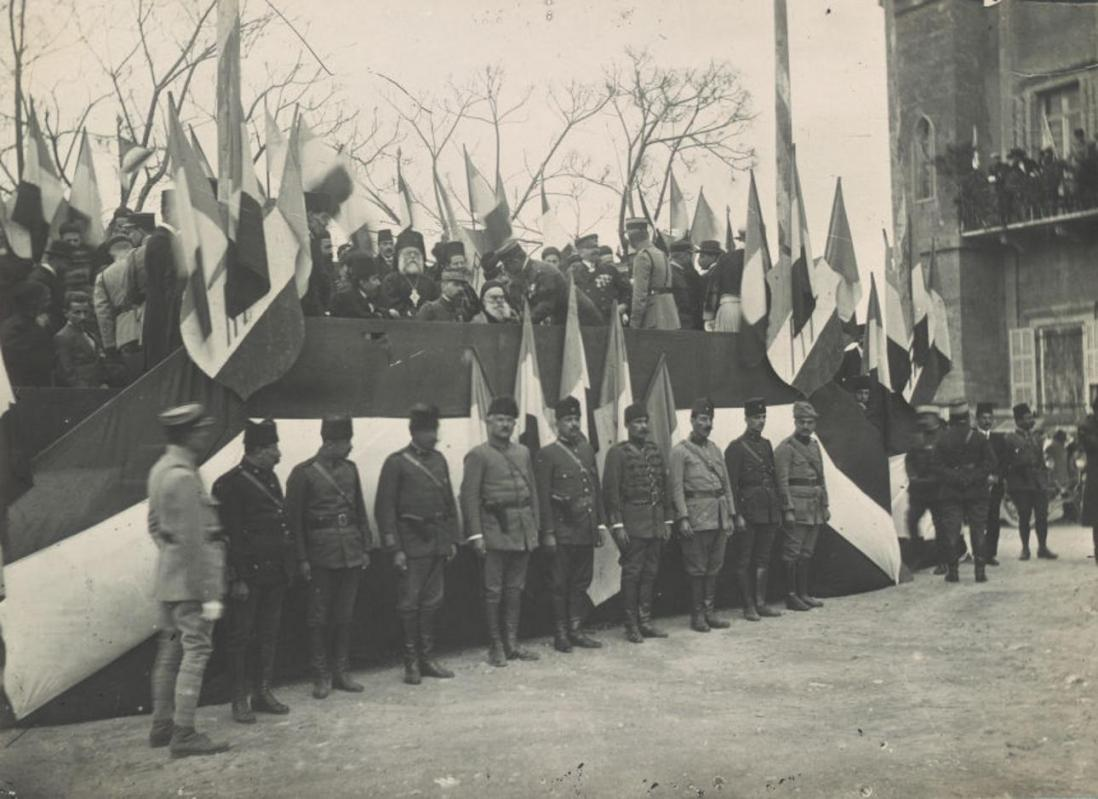
Liban. Baabda. Vue de la tribune officielle lors de la visite du général Gouraud (à ses côtés Mgr Howayek, patriarche maronite). (vers janvier 1920)

La déclaration syrienne d'indépendance provoqua des protestations à Beyrouth. Howayek envoya un télégramme à Millerand. La délégation libanaise protesta également à Paris, demandant une audience.
Des protestations se firent entendre venant de la Grande-Bretagne, opposée aux revendications sur la Palestine et la Mésopotamie, et de la France, qui rejetait toute modification de son mandat en Syrie et au Liban.
Le Conseil administratif du Mont-Liban, après la déclaration d'indépendance syrienne, réaffirma ses objectifs : proclamer l'indépendance du Grand Liban, s'opposer à l'émir Fayçal comme roi de Syrie, et solliciter la France pour un mandat.
Ces demandes furent reprises par un télégramme du contre-amiral américain Mark L. Bristol, qui résuma l'agenda du Conseil pour la prochaine réunion. Le Conseil plaida pour une constitution avant la conférence de paix. Le 20 mars, Millerand rencontra la délégation et confirma son soutien à un Grand Liban indépendant, selon l’accord Clemenceau-Howayek de 1919. Le 22 mars 1920, lors d’une réunion à Baabda, le Conseil libanais proclama l’indépendance du Liban et déploya le nouveau drapeau libanais. Cette cérémonie, approuvée tacitement par les Français, marquait une évolution dans les relations franco-libanaises, puisque le drapeau resta hissé. L'année précédente, il avait été descendu après une proclamation similaire. Le Conseil continuait de se diviser sur la question du Grand Liban ou de la Syrie. Sa délégation à Paris restait active dans les discussions, jouant un rôle crucial dans la création du Grand Liban.
Le 31 mars 1920, conformément aux accords de San Remo qui octroyait à la France un mandat de la SDN sur la Syrie, Gouraud signe un décret établissant une Banque de Syrie, et une monnaie, la « livre syrienne ». L’acceptation de cette monnaie est obligatoire dans la « zone bleue » (Zone Ouest). L'arrêté est composé de neuf articles, dont le sixième prévoit une peine maximale de six mois d'emprisonnement et 1 000 livres syriennes d'amende en cas de manœuvre ayant « pour but ou pour effet de déprécier ou tenter de déprécier la valeur » de cette monnaie.
Le 10 juillet 1920, après une réunion secrète, sept membres du Conseil administratif du Mont-Liban décidèrent de se rendre à Damas avec une résolution en cinq points qui déclarait leur volonté d'un rapprochement avec la Syrie de l'émir Fayçal. Sur douze membres, sept signèrent le document : Saadallah Howayek, Suleyman Kanaan, Fouad Abdel-Malik, Khalil Aql, Mahmud Jumblatt, Elias Shouwayri et Muhammad Muhsin. Ils tentèrent de se rendre à Damas puis à Paris pour le présenter. Ils furent arrêtés le 10 juillet par les autorités françaises près de Zahlé, sur la route de Beyrouth à Damas, et exilés à l'île d'Arouad, puis en Corse et enfin à Paris.
Gouraud était déterminé à imposer ses conditions. Le 12 juillet, il dissout le Conseil administratif du Mont-Liban, après plus de soixante ans de représentation confessionnelle. Dans une lettre à Howayek, Gouraud exprima ses « regrets profonds » pour l'arrestation des membres du Conseil, les accusant d'avoir monté un complot de trahison contre le mandat français. Howayek répondit le 14 juillet en exprimant son « regret » et réitérant sa volonté de collaborer avec la France pour l'indépendance du Grand Liban. En réponse, les nationalistes libanais Habib Pacha es-Saad et Ignatius Moubarak, président du Conseil et archevêque maronite de Beyrouth, dénoncèrent les membres du Conseil dissous pour leur rejet du mandat français et leur volonté d'approfondir les liens avec la Syrie. Toutefois, cette position ne faisait pas l'unanimité parmi la population libanaise.

### Écrasement du royaume arabe de Syrie (1920)
Entre novembre 1919 et mars 1920, Gouraud parvient à maintenir une communication régulière avec l'émir Fayçal, leurs rencontres physiques étant rares. Les échanges se font principalement par correspondance. Parmi les deux officiers de liaison, Édouard Cousse informe quotidiennement Gouraud des activités de l’émir à Damas.
La rencontre entre l'émir Fayçal et Gouraud en janvier 1920 est tendue : ils s'accordent sur l'idée d'une Grande Syrie, mais divergent sur l'indépendance et le maintien de l'ordre. Gouraud exige de l'émir Fayçal qu'il mette fin aux troubles dans lesquels il voit une anarchie. Elle s’apparenterait soit au madhisme africain, soit au bolchevisme.

L'émir accuse la France de diviser la région pour mieux régner et d’armer les chrétiens contre les Arabes. La situation militaire se détériore. Depuis le début de la relève, les attaques des bandes se multiplient ; l'émir Fayçal avait d'abord réussi à les contenir ; une insurrection générale éclate fin janvier 1920. Le général Dufieux constate que la guerre est ouverte, particulièrement en Cilicie et dans les territoires orientaux. La proclamation de l'indépendance syrienne et la nomination de l'émir Fayçal comme roi le 7 mars 1920 exacerbent les tensions.

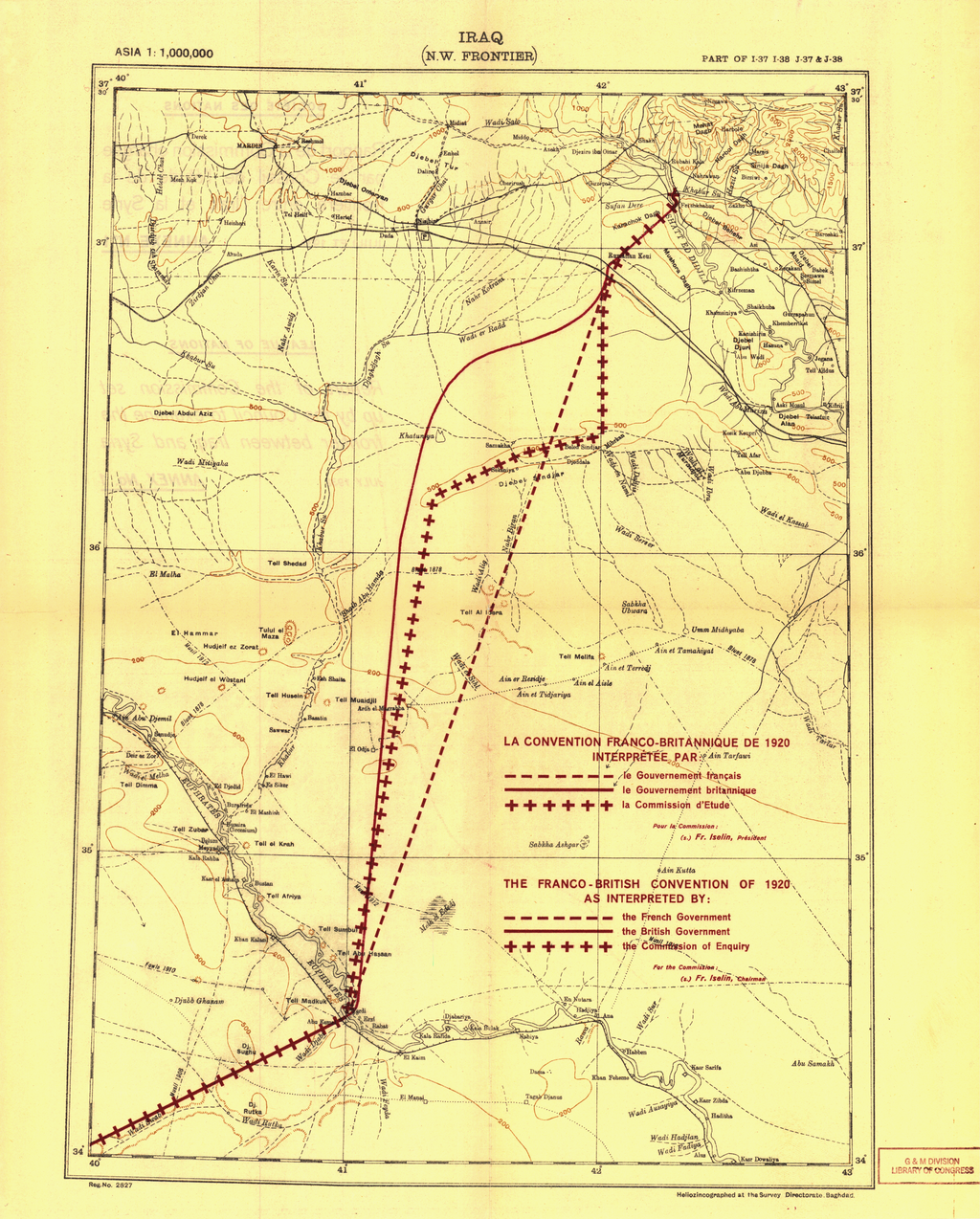
Rapport de la commission chargée par le Conseil de l'étude de la frontière entre la Syrie et l'Irak, 1932.

Face à cette insurrection généralisée, Gouraud réclame des renforts et du matériel, mais se heurte à l'indifférence de Paris. La démobilisation rend difficile l'envoi de nouvelles troupes. En mai 1920, après l’aggravation de la situation, Clemenceau, désormais hors du gouvernement, adresse à Gouraud un message de soutien. Il reconnaît les difficultés mais souligne la confiance totale que lui accorde la France : « Vous n'êtes pas sur un lit de roses, mon cher ami, mais ça n’est pas ce que nous avons cherché. Quand le pays a besoin d’un homme, vous êtes là. ».
La proclamation de l'émir Fayçal comme roi de Syrie en mars 1920 inquiète Millerand : il redoute la perte du Liban et préfère une solution diplomatique pour éviter l’intervention militaire. L'accord de San Remo du 25 avril confirme les accords Sykes-Picot ; il suscite la colère des nationalistes arabes et dégrade la situation. L'émir Fayçal se rapproche des Britanniques, rejetant le mandat français, la guerre éclate avec la Syrie hachémite et la Turquie.
Le 25 avril 1920, au cours de l'élaboration du traité de Sèvres, le conseil suprême interallié attribue à la France un mandat sur la Syrie (Liban inclus) et au Royaume-Uni un mandat sur la Palestine et la Mésopotamie.
L'annonce de la nouvelle entraîne en Syrie de violentes manifestations, les Syriens exigent une action gouvernementale immédiate afin de contrer les plans franco-britanniques. Ces manifestations causent la chute du gouvernement Rikabi et le roi Fayçal charge Hachem al-Atassi de constituer un nouveau gouvernement. Ce gouvernement est formé le 7 mai 1920 et celui-ci décide d'organiser la conscription générale, lançant parallèlement un emprunt intérieur pour financer l'armée.
Cette décision provoque une levée de boucliers tant en Europe qu'au sein du patriarcat maronite du mont Liban qui dénonce un « coup d'État ». À Beyrouth, la presse chrétienne anti-chérifienne affiche son hostilité à la décision prise par Fayçal.
Les nationalistes libanais profitent de cette crise pour réunir le 22 mars 1920 un Conseil administratif à Baabda. Le conseil réunit des notables et des dignitaires chrétiens ainsi qu'un groupe de druzes. Ce conseil proclame l'indépendance du Liban.

#### Guerre franco-syrienne (1920)
Gouraud est confronté à deux fronts ; il demande des renforts à Paris ; son absence de directives claires agace Millerand, qui envisage de le remplacer, mais reconnaît qu’il n’a pas donné de consignes précises. Il ordonne alors à Gouraud de préparer une offensive pour occuper Alep, Homs et Damas. Millerand avance avec prudence, n'osant pas revenir sur les engagements de Clemenceau. Robert de Caix critique Gouraud pour son manque de planification et soutient secrètement l’idée de faire marcher les troupes françaises sur Damas. Gouraud, soutenu par de Caix, reçoit finalement l’assurance que des renforts lui seront envoyés pour rétablir l’ordre en Syrie.
Gouraud adresse un ultimatum à l'émir Fayçal pour qu'il accepte le mandat français. La situation militaire est difficile, notamment sur le front turc. Gouraud décide de prendre des mesures radicales. Il réclame des renforts militaires à la France (35 000 hommes), renforce ses liens avec les maronites en annonçant le rattachement de la Bekaa au Liban. Face aux réponses dilatoires de l'émir Fayçal, Gouraud engage les hostilités. Le 14 juillet, l'émir Fayçal reçoit un deuxième ultimatum de Gouraud, détaillant cinq exigences : l'émir Fayçal, n'ayant pas le soutien du Congrès syrien, gagne du temps en dépêchant Sati al-Housri comme son envoyé. Après plusieurs jours de retard, et la dissolution du Congrès syrien, l'émir Fayçal et son gouvernement acceptent les conditions de Gouraud : la réponse arriva trop tard, Gouraud occupa le Bekaa, Zahlé et Wadi al-Harir.
Le 14 juillet 1920, le général Gouraud lance un ultimatum à Fayçal, l'invitant à se rendre aux conclusions du traité de Sèvres. Sachant que l'équilibre des forces n'est pas à son avantage, Fayçal décide de collaborer. Cependant, le jeune ministre de la Guerre Youssef al-Azmeh refuse de déposer les armes et mène une ultime bataille contre les Français. La bataille de Khan Mayssaloun est gagnée en moins d'une journée par les Français sous le commandement du général Mariano Goybet, et Azmeh y trouve la mort avec la plupart des hommes qui avaient conduit la révolte arabe à Médine.

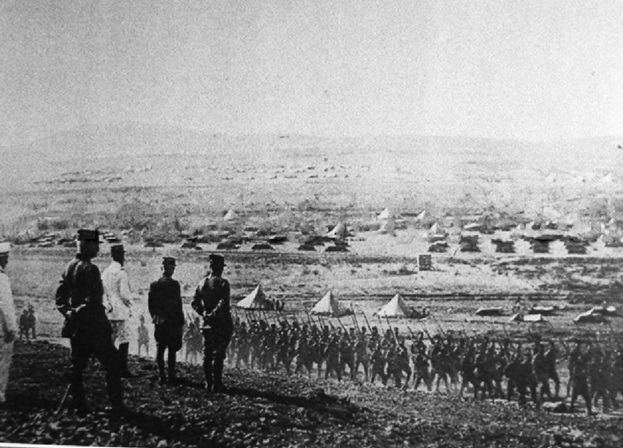
Gouraud inspectant ses troupes à Maysaloun.

Le 24 juillet 1920, la bataille de Khan Meyssaloun met fin au royaume arabe de Damas rêvé par l'émir Fayçal. La situation se dégrade. Les nationalistes arabes entrent en lutte, emmenés par l'émir Abdallah, fils du chérif Hussein et frère de l'émir Fayçal.

Le général Mariano Goybet et les troupes françaises entrent à Damas le 24 juillet 1920. Au Liban, les hommes du général Gouraud ont été accueillis en libérateurs par la communauté maronite, mais en Syrie, les Français se heurtent à une forte opposition. Dans une déclaration publiée en 1920, le général Gouraud expose sans ambiguïté sa politique à l'égard de la Syrie,
« Vous n'ignorez pas, Syriens, que depuis six mois le Gouvernement de Damas, poussé par une minorité extrémiste, a dépassé toutes les bornes en poursuivant la politique la plus agressive contre les Français (…) Par un sentiment d'humanité commun à tous les Français, je n'ai pas l'intention d'employer les avions contre les populations sans armes, mais à la condition qu'aucun Français, aucun chrétien ne soit massacré. Des massacres, s'ils avaient lieu, seraient suivis de terribles représailles par la voie des airs. »
Cependant, le reste du pays est encore hors de contrôle et, de 1920 à 1923, l'armée française combat les insurgés dans la région des Alaouites, des Druzes et d'Alep. Ce n'est qu'après trois ans de combat que les Français parviennent à vaincre les dernières résistances.
Les Hachémites ne représentent pas tous les Arabes de Syrie. D'autres oppositions internes — comme celle entre les villes de Damas et d'Alep — sont à prendre en compte dans l'instauration du mandat.
Le 25 juillet, Gouraud occupe Damas. L'émir Fayçal, son frère Zaid et son gouvernement, s'enfuient vers le sud en train, en direction de Daraa.

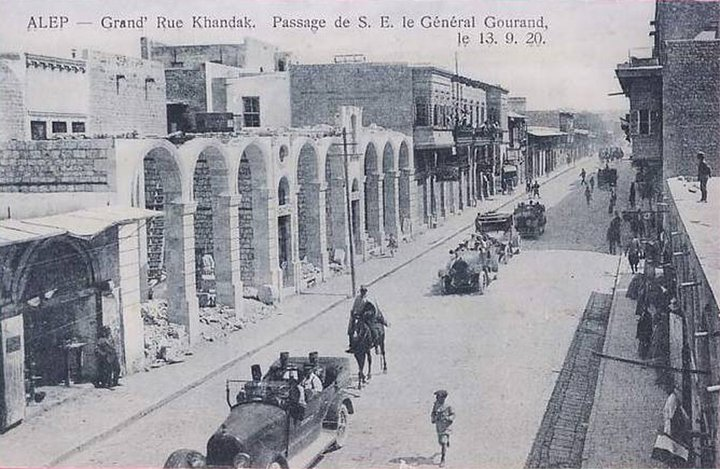
Le général Gouraud à Alep en 1920.

## Élaboration

### L'idée du mandat
Le principe des mandats imaginé par le général Smuts, ministre de la Défense de l’Union sud-africaine, emporta l’adhésion des pays. Une résolution adoptée par le Conseil des Dix le 30 janvier 1919 deviendra l’article 22 du Pacte de la Société des nations, adopté le 28 avril 1919, qui stipulait entre autres :
«...Certaines communautés qui appartenaient autrefois à l’Empire ottoman ont atteint un degré de développement tel que leur existence comme nations indépendantes peut être reconnue provisoirement, à la condition que les conseils et l’aide d’un mandataire guident leur administration jusqu’au moment où elles seront capables de se conduire seules. Les vœux de ces communautés doivent être pris d’abord en considération pour le choix du mandataire... »

### Division administrative de la Syrie

#### La question des frontières
La frontière syro-palestinienne de 1916 fut d’abord remplacée en 1918 par une limite de la zone sud plus au nord. Les sionistes trouvaient que ce tracé amputait la Palestine historique de ses territoires septentrionaux et rendait impossible l’existence du nouvel État. Ils demandaient le contrôle des vallées du Haut Jourdain, du Litani et des eaux du Yarmouk, en vue de l’irrigation et de l’utilisation de la houille blanche. Leur projet de frontière, en suivant la vallée du Litani laissée à la Palestine et remontant le Liban, aurait traversé la Békaa pour suivre l’Hermon et aboutir près de Deraa à la ligne Sykes-Picot de 1916.
De telles prétentions provoquèrent les protestations des Libanais. La Commission administrative du Liban en décembre 1920 proclama la vallée du Litani partie importante du Liban et nécessaire à son développement.
La convention du 23 décembre 1920 délimitant les pays sous mandat français des pays sous mandat britannique s’en est tenue à un tracé étudié à Londres en février-mars 1920. La frontière syro-palestinienne actuelle part de Ras el-Nakoura au même point que la ligne Sykes-Picot, qu’elle quitte pour laisser à l’État sioniste toute la vallée du Jourdain sur les deux rives du fleuve, du nord de la mer de Tibériade jusqu’à la latitude de Tyr ; après avoir traversé cette mer du nord au sud, elle rejoint, au-delà du chemin de fer du Hedjaz, la frontière de 1920. Ainsi, la convention de 1920 par rapport aux accords de 1916 agrandit la Palestine aux dépens de la Syrie. Le foyer juif dessine dans le mandat français une grande entaille profonde de 40 à 45 kilomètres en direction de Damas.
Cette convention du 23 décembre 1920 a été suivie de l’accord Paulet-Newcomb du 3 février 1922 délimitant techniquement la frontière entre les territoires sous mandat français d’une part et britannique d’autre part, de la Méditerranée en remontant jusqu’à la station d’el-Hammé.

Plus encore et dans une étude consacrée à « L’Eau – problème vital de la région du Jourdain », A. M. Goichon devait écrire :
« Pendant la Première Guerre mondiale, en 1916, les sionistes anglais poussaient la Grande-Bretagne à demander tous les terrains en rapport avec le Jourdain, pour les inclure dans la Palestine sous mandat anglais. De plus, ils estimaient que sa frontière nord devait être marquée par le cours est-ouest du Litani, à partir du coude où il quitte son orientation nord-sud.

« Mais lorsque la conférence de San Remo (25 avril 1920) eut placé le Liban sous mandat français, les frontières furent fixées à la demande du Liban, selon le relevé des cartes d’état-major du corps d’occupation français en 1860. Ce tracé fut à l’origine de l’actuel Grand Liban. Le bassin du Litani y était inclus tout entier. »

#### Les six états
Après avoir pris le contrôle du pays, les Français tentent de créer une structure administrative à plusieurs niveaux. La première décision a été de choisir quel serait le siège du Haut-commissariat français. Les Français ont longuement hésité entre Beyrouth et Damas. Tandis que l'une était francophile, l'autre était hostile même au sein de la communauté chrétienne. Les Français choisissent une solution intermédiaire : installer l'administration du mandat dans la petite ville de Chtaura, située à égale distance entre Beyrouth et Damas. Cependant, le projet a vite été abandonné au profit de Beyrouth.
Pour le général Gouraud, la France doit faire taire les velléités nationalistes en divisant la région en petites unités administratives, ce qui est fait dès la fin de l'année 1920. En fait, et exception faite de la moutassarrifiya du Mont-Liban, qui avait fait l’objet en 1861 d’une délimitation de frontière et qui avait été officiellement et internationalement reconnue, aucune des autres régions du Proche-Orient ne connaissait une délimitation officielle de ses frontières avec une reconnaissance internationale. C’est dire qu’en même temps que l’établissement officiel des États du Liban et de la Syrie, une grave question se posait quant à la délimitation de la frontière des pays sous mandat français et ceux sous mandat britannique.
Trois États sont créés faisant passer la taille de la Syrie d'un territoire de 300 000 à 185 000 km2,.
- l'état du Grand Liban : le général Gouraud proclame la création de ce nouvel État le 30 août 1920, qui est rendu officiel par un arrêté du 31 août 1920[1], cet État est constitué du mont Liban qui comprend en majorité des chrétiens ainsi que de villes côtières conformément aux souhaits émis par les maronites. À partir de ce jour, le Liban séparé de la Syrie suivra sa propre évolution. L'indépendance du pays vis-à-vis de la Syrie est proclamée le 1er septembre 1920 par le général Gouraud[1] ;
- l'État d'Alep : proclamé le 1er septembre 1920, il repose principalement sur la ville d'Alep et de sa région ;
- l'État de Damas : proclamé en septembre 1920, il repose principalement sur la ville de Damas et de sa région.

Un territoire autonome alaouite est créé le 2 septembre 1920 et est directement placé sous autorité française.
L'État du Djebel druze est institué le 24 octobre 1922 avec Soueïda comme capitale.
En mars 1923, l'État du sandjak d'Alexandrette qui était peuplé d'une minorité de Turcs est créé. Par l'arrêté du 5 décembre 1924, l'État des Alaouites avec les sandjaks de Lattaquié et de Tartous est créé, avec Lattaquié comme capitale.

#### Proclamation du Grand-Liban (1erseptembre 1920)

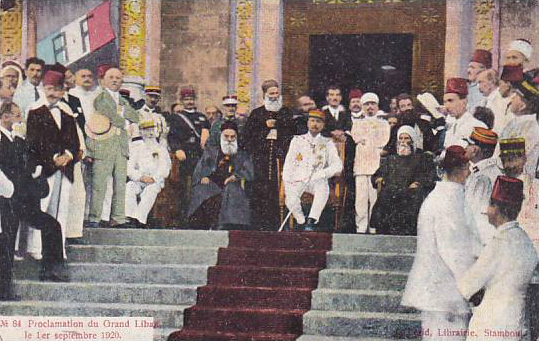
En 1920 au Liban avec le Grand Mufti de Beyrout, Cheik, et le Patriarche maronite Elias Hoyek.

À la fin du mois d’août, Gouraud prépare les quatre arrêtés nécessaires à la mise en place des nouvelles frontières libanaises. Le premier arrêté (Arrêté No 299) réunit les cazas de Hasbaya, Rachaya, Békaa et Baalbeck au Liban. Le second (Arrêté No 320) dissout les deux circonscriptions administratives du vilayet de Beyrouth. Le troisième (Arrêté No 321) abolit le Territoire autonome du Liban, précédemment sous administration ottomane. Enfin, le quatrième arrêté (Arrêté No 318) officialise la proclamation du Grand Liban. Le 1er septembre, la moutassarifyat du Mont-Liban est dissoute et le drapeau du Grand Liban, tricolore au cèdre, est adopté. C'est sur le perron de la Résidence des Pins que le général Gouraud proclame, ce jour-même, la création du Grand-Liban en y annexant le mont Liban, la vallée de la Békaa et les villes côtières conformément aux souhaits émis par les Maronites:
« Au bord de la mer légendaire qui vit les trirèmes de la Phénicie, de la Grèce et de Rome, qui porta par le monde vos pères [et] par devant tous ces témoins de vos espoirs, de vos luttes et de votre victoire, c’est en partageant votre joie et votre fierté que je proclame solennellement le Grand-Liban, et qu’au nom du Gouvernement de la République Française, je le salue dans sa grandeur et sa force, du Nahr El kébir aux portes de Palestine et aux crêtes de l’Anti-Liban. [...] Avec la fertile Békaa, dont l’inoubliable journée de Zahlé a consacré l’union réparatrice.Avec Beyrouth, port principal du nouvel Etat, siège de son Gouvernement. [...], [avec Tripoli, Sidon et Tyr], au passé fameux, qui de cette union à une grande patrie tireront une jeunesse nouvelle. N’oubliez pas non plus que vous devez être prêts, pour votre nouvelle patrie, à de réels sacrifices. Une patrie ne se crée que par l’effacement de l’individualisme devant l’intérêt général, commandé par la foi dans les destinées nationales. »
Par cette décision, la Syrie perd une importante zone côtière et en particulier la ville de Tripoli qui possédait l'un des plus grands ports du Levant. Le pays ne compte alors plus que sur Lattaquié et sur son port qui devient le premier du pays. Quant à Fayçal, il part en exil, il s'installe d'abord en Palestine puis en Italie, avant de prendre le trône d'Irak sur la proposition du Royaume-Uni.

#### Fondation de la Fédération syrienne (21 juin 1922)
Entre août 1920 et décembre 1924, plusieurs arrêtés initient le processus de formation de la Fédération syrienne:
- Arrêté 314 du 19 août 1920: portant rattachement des cazas de Jisr el-Choughour, des moudiriyehs de Baher et de Bujack (caza de Lattaquié), la moudiriyeh de Kinsaba (caza de Sahyoun) au sandjak autonome d’Alexandrette à la date du 19 août, et ceci du fait « des modifications territoriales apportées aux diverses circonscriptions administratives de la wilayet de Beyrouth en vue de la formation des territoires du Grand Liban et des monts Ansarieh »[26].
- Arrêté 317 du 31 août 1920 portant détachement du caza de Massyaf (Omranié) de la wilayet de Damas et son rattachement provisoire, pendant la période d’organisation du groupement Ansarieh, au sandjak de Lattaquié, et ceci du fait « que le caza d’Omranié (Massyaf), dépendance de la wilayet de Damas, est peuplé en très grande majorité de populations alaouites et que ce caza doit en conséquence faire partie du groupement Ansarieh actuellement en voie d’organisation »[26].
- Arrêté 319 du 31 août 1920 délimitant le territoire des alaouites[26].
- Arrêté 330 du 1er septembre 1920 portant la création d’un gouvernement indépendant dénommé « gouvernement d’Alep », incluant le sandjak autonome d’Alexandrette qui conservera son autonomie administrative (article 2)[26].
- Arrêté 1470 du 12 juillet 1922 accordant au territoire autonome des alaouites le nom d’État des alaouites[26].
- Arrêté 1459 bis du 28 juin 1922 créant une fédération des États autonomes de Syrie qui comprend l’État d’Alep, l’État de Damas et l’État des alaouites[26].
- Arrêté 1641 du 24 octobre 1922 portant création d’un État autonome du Djebel Druze avec pour justificatif « le vœu nettement exprimé par les habitants du Djebel Druze au Houran de former dans le cadre de leurs limites ethniques un gouvernement autonome »[26].
- Arrêté 2979 du 5 décembre 1924 instituant l’État des alaouites en un État indépendant avec Lattaquié pour capitale[26].
- Arrêté 2980 du 5 décembre 1924 unifiant à dater du 1er janvier 1925 en un seul État les États d’Alep et de Damas et qui prend le nom d’État de Syrie (article 1er)[26].

Le 21 juin 1922, Gouraud annonce la formation de la Fédération syrienne, formellement organisée par l’arrêté du 29 juin 1922 Il s'agit d'un premier regroupement des quatre territoires syriens avec la réunification des États de Damas, d'Alep et de Lattaquié en une Fédération syrienne. Avec la création de ce nouvel État, la France doit choisir la nouvelle capitale. Le choix se portait entre Alep au nord et Damas au sud, mais les Français choisissent finalement Homs. Homs bénéficiait d'une position stratégique, elle offrait un meilleur placement géographique et d'une meilleure situation commerciale. C'était enfin une ville provinciale qui était en dehors des luttes intestines entre familles et clans des deux autres villes.
Le processus de création est finaliser et le 1er janvier 1925, est créer — grâce à l'arrêté 2980 — l'État de Syrie, composé de ceux d'Alep, de Damas et des Alaouites (qui en sera séparé à partir de 1924) avec Damas comme nouvelle capitale, mais c'est néanmoins de Beyrouth que le pouvoir mandataire prend ses décisions.

### Rébéllions druzes et hachémites (1920)
Cependant, la France se trouve confrontée à des résistances armées, notamment dans la région du Djebel el-Druze, où l'opposition au mandat persiste. Au début de l'année 1921, un traité est signé entre la France et les Druzes : il établit les bases d'un nouveau territoire druze. Les chefs de clan, réunis à Soueïda, capitale de cet État naissant, nomment Salim el-Atrash gouverneur, lui conférant le titre d'Émir en mai 1921. Cependant, la famille al-Atrash est divisée : ce n’est pas Salim, mais son cousin Sultan al-Atrash qui devient émir. Quelques années plus tard, il prendra la tête de la grande révolte de 1925 contre la domination française.
L’attaque de train à Ghazalé en août 1920, qui cible les autorités françaises et le gouvernement de Damas, met en lumière la force et l’organisation de cette résistance. Cette révolte, bien que désorganisée, reçoit l’appui implicite de Fayçal, qui se rapproche des rebelles, et symbolise le défi de la souveraineté française en Syrie.Face à ces révoltes, les méthodes françaises restent classiques : envoi de colonnes militaires, bombardements, désarmement des populations et mesures financières comme la dia (prix du sang) pour tenter de calmer les tensions. Cependant, ces méthodes s’avèrent inefficaces à long terme. Les événements de la région du Hauran, en particulier, et l'attaque de Gouraud à Kuneitra, montrent que la situation reste volatile et que le contrôle français n’est que partiel et fragile.
La question des frontières, en particulier la délimitation entre la Syrie et la Palestine, ainsi que les relations avec les puissances voisines comme la Jordanie (sous la direction de l'émir Abdallah), ajoutent une couche de complexité supplémentaire. La politique arabe du mandat français, notamment avec la mise en place de relations stratégiques avec des chefs bédouins comme Moudjem bey Ibn Mouhid, vise à sécuriser certaines régions, mais cette approche ne suffit pas à apaiser les tensions locales.
Le 23 juin 1921, Gouraud tombe dans une embuscade sur la route entre Damas et Kuneitra ; elle est organisée notamment par un Libanais favorable à un royaume arabe sous égide hachémite, Adham Khanjar. Le traducteur de Gouraud est tué d'une balle dans la tête.
Catroux ouvre une enquête ; elle identifie rapidement un chef syrien, Ahmed Muraywid, proche de l'émir de Transjordanie Abdallah. Ahmed Muraywid aurait annoncé la mort de Gouraud, puis aurait fui en Transjordanie (alors sous mandat britannique) quand l'échec de l'attentat fut connu. L'enquête finit par remonter jusqu'à l'émir Abdallah et Ibrahim Hanano, nationaliste syrien fondateur du bloc national syrien hostile à la présence française et réfugié dans la zone mandataire anglaise. Gouraud se tourne vers les Britanniques pour punir les coupables. Il n'obtient que des promesses. Les relations entre les Anglais et les Français en Orient se dégradent encore. Le haut-commissariat français regarde désormais avec méfiance l'ensemble de la famille hachémite, l'émir Fayçal compris.
Face à ces nouvelles menaces, Gouraud met en place des mesures militaires et diplomatiques pour maintenir l’ordre dans la région. Il renforce la « politique bédouine » et le soutien aux tribus locales, notamment en accordant des subventions considérables à des chefs comme Nouri Chaalan et Moudjem bey, afin de garantir la stabilité dans le Hauran et d’autres zones sensibles. Cependant, malgré ces efforts, les tensions persistent et l’hostilité envers les Hachémites ne fait qu’aggraver la situation géopolitique dans la région.

### Grande révolte syrienne (1925-1927)

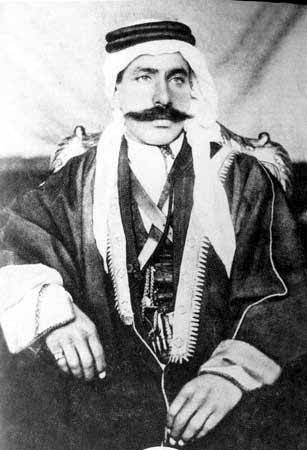
Sultan el-Atrache, meneur de la révolte.

L'insurrection syrienne contre le nouveau pouvoir français naît pendant l'été 1925 dans l'État des Druzes. C'est là que les premières défaites sont infligées à l'armée française. Les Druzes se plaignaient des méthodes trop brutales du général Sarrail et leurs nombreuses plaintes à Paris restaient lettre morte, Sarrail étant le protégé de la nouvelle majorité élue l'année précédente. Le mandat était d'ailleurs considéré comme trop intrusif, trop centralisé et trop dépendant des méthodes d'administrations inspirées du jacobinisme appliquées en Afrique du Nord depuis la IIIe République (où elles avaient déjà causé la révolte de Mokrani du fait de leur totale opposition avec la politique menée précédemment par Napoléon III selon laquelle l'Algérie était fondamentalement un « royaume arabe »). Cette insurrection menée par le Sultan el-Atrache se propagera dans toute la Syrie en quelques mois et deviendra très vite une révolte nationale. Cette révolte voit le ralliement du Parti du peuple, parti politique créé en février 1925 par Abderrahman Chahbandar, Farès al-Khoury et Jamil Mardam Bey.
Les insurgés lutteront contre le pouvoir français jusqu'au printemps 1927. L'insurrection est défaite principalement à cause de mésententes sur l'objectif à atteindre et sur la façon de l'atteindre entre les différentes familles et communautés du pays.
Cette révolte eut comme effet principal une réorientation politique du mandat avec la séparation des pouvoirs entre civils et militaires.
Ce sont les civils (dont le premier était Henry de Jouvenel) qui ont administré le pays à partir de novembre 1925 en menant une politique plus libérale.

## Administration du mandat

### Période de transition (sous Gouraud)
Le 2 août 1920, les autorités françaises imposent une taxe de guerre de 200 000 livres syriennes à la Syrie,. Alaa al-Din al-Droubi, nommé Premier ministre, fut chargé par les Français de collecter cette somme. Il est cependant assez rapidement assassiné. En 1922, il met en place une Fédération syrienne ; à sa tête, il place Soubhi Bey Barakat. Issu d'une grande famille de notables d'Antioche, cet ancien responsable militaire proche de l'émir Fayçal a été l'ennemi des Français au moment de la prise de Damas. Gracié par Gouraud, il est élu à la présidence de la Fédération en 1923. Au début, le mandataire exprime des réserves quant à l'intégration du Liban dans ce nouvel ensemble territorial. D’un point de vue commercial, il lui apparaît avantageux de supprimer les frontières douanières et de créer une unité économique, le haut-commissariat gèrant la région du Levant comme une entité économique unique. Cette idée inquiète des Libanais, en particulier parmi les Maronites. Le 20 avril 1921, Henri Gouraud confirme l’indépendance du Liban et envisage la possibilité d’une alliance économique. Il déclare :
|                                                                               |  |  |
| Visite du général Gouraud à Tripoli (retouchée) et à Beit-ed-Dine (vers 1921) |  |  |

« Je pense répondre encore à l’une de vos préoccupations en ajoutant quelques mots sur nos intentions concernant la Syrie. L’indépendance du Liban, solennellement proclamée, ne risque rien, mais ce pays côtier ne peut subsister avec une séparation totale d'avec la Syrie intérieure. Je vois, pour l’instant, un moyen de concilier le souci légitime d’indépendance avec les nécessités économiques du pays, en constituant une union économique, dont les modalités devront être définies par des accords conclus d’État à État, sous l’arbitrage impartial du représentant de la puissance mandataire. »
Dans le discours prononcé à l'occasion du premier anniversaire du Grand Liban, le 1er septembre 1921, Henri Gouraud insiste sur le fait que l’État libanais restera solide et stable, malgré les divisions religieuses qui le traversent ; la première année de l’existence du Grand Liban a été féconde ; il souligne les progrès accomplis malgré les défis. Lors de l’ouverture du Conseil représentatif, le 25 mai 1922, il réitère son engagement envers la pérennité du Grand Liban, et affirme que l’unité de l’État sera préservée, en dépit des tensions internes.
Les conflits internes, exacerbés par les divisions confessionnelles et les craintes d’une domination par les chrétiens, rendent la mise en place d’un système fédéral complexe. La proposition d'un recensement en 1921, perçu comme une première étape vers le service militaire obligatoire, exacerbe les tensions et est rejetée par de nombreuses communautés, particulièrement les musulmans, qui y voient une forme de domination chrétienne.Les tensions ne se limitent pas au Liban. Les Druzes, après avoir obtenu une certaine autonomie, exigent davantage en termes de soutien financier, refusant une tutelle sans compensation. De même, les régions comme Alep se méfient de Damas, et la rivalité entre ces deux grandes villes compromet la possibilité d'une fédération unifiée.
Pour gérer ces tensions, le haut-commissariat, dirigé par le général Gouraud et Robert de Caix, propose diverses solutions, notamment des capitales mobiles (Damas, Alep, Homs), mais cette idée se heurte aux réalités économiques et à la résistance locale. En réponse à la crise de gouvernance, Gouraud privilégie un modèle centralisé avec quelques autonomies locales pour les Alaouites et les Druzes, alors que Robert de Caix propose une approche plus divisée, avec l'idée d’une partition en plusieurs États selon les lignes confessionnelles.
Gouraud plaide pour une fédération syrienne respectueuse des aspirations locales ; ses efforts sont ignorés par une France fatiguée et qui ne s'y intéresse plus. Gouraud souhaite une Syrie forte, capable de résister à la Turquie qui se créait sous ses yeux par Mustafa Kemal. Cette idée lui semble centrale et guide sa réflexion sur l’organisation de l'État syrien. Robert de Caix, son adjoint, partage ce point de vue. Toutefois, dans le processus de mise en place de la « Grande Syrie », ils prirent conscience des tensions engendrées : Alep ne voulait pas que Damas domine ; Damas ne voulait pas que Beyrouth devienne une capitale ; et Beyrouth refusait de financer les Syriens. Ces tensions locales se manifestent au grand jour. Gouraud et Robert de Caix proposent alors un modèle fédéral. Inspirés par le modèle américain, ils envisagent des « États-Unis de Syrie » :  réunir sous la bannière française tous les états de la région. Leur proposition était pragmatique plutôt que cynique ou stratégique.

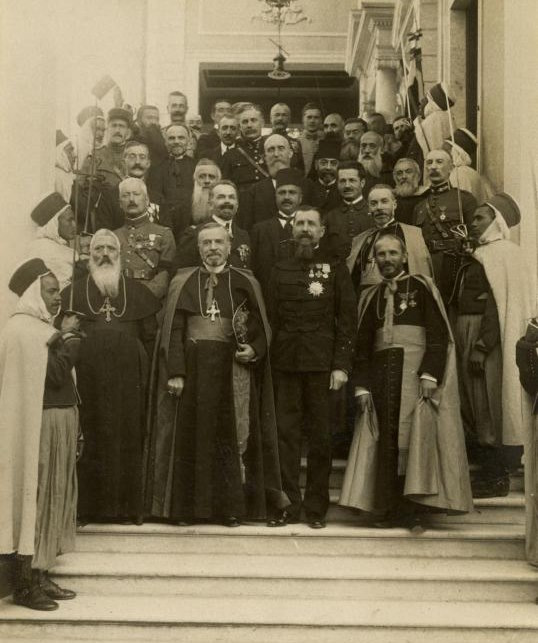
Réception du cardinal Dubois et de monseigneur Giannini à Beyrouth, Liban. (janvier-février 1920)

Dès son arrivée, le général Gouraud entreprend la réorganisation du pays sans attendre la résolution des conflits militaires et politiques. Les années syriennes d'Henri Gouraud contribuent au développement économique de l'intérieur de la Syrie : le tourisme, en particulier le tourisme archéologique et le commerce, sont pensés comme des outils de développement par la commission Lenail venue en 1921 étudier le potentiel du pays,.
Le 20 avril 1921, Henri Gouraud rencontre plusieurs acteurs économiques français qui envisagent d'investir compétences et capitaux au Liban. Il souligne que les efforts économiques doivent se poursuivre, notamment dans le domaine du tourisme. Le 22 septembre 1921, depuis Tripoli, Henri Gouraud exhorte les habitants à construire des hôtels pour aménager le « superbe paysage », et attirer ainsi les touristes français et orientaux. L’objectif du haut-commissariat est clair : le Levant doit générer des revenus suffisants pour couvrir ses coûts. Les dépenses liées à l'administration du haut-commissariat et à la gestion des nouveaux États levantins sont considérables. La France est sortie exsangue de la Première Guerre mondiale. Le développement de l’économie libanaise paraît essentiel pour faire du territoire un véritable carrefour commercial.
Le plan d'urbanisme poursuivit les objectifs initiaux, il resta fidèle à certaines grandes lignes du projet ottoman, notamment en ce qui concerne les percées urbaines. Toutefois, certains éléments du plan, tels que l’avenue-promenade menant au bois des Pins, l’hippodrome et le casino au sud, furent abandonnés. Dès 1924-1925, le secteur Foch-Allenby était largement avancé, notamment sur le plan des infrastructures.

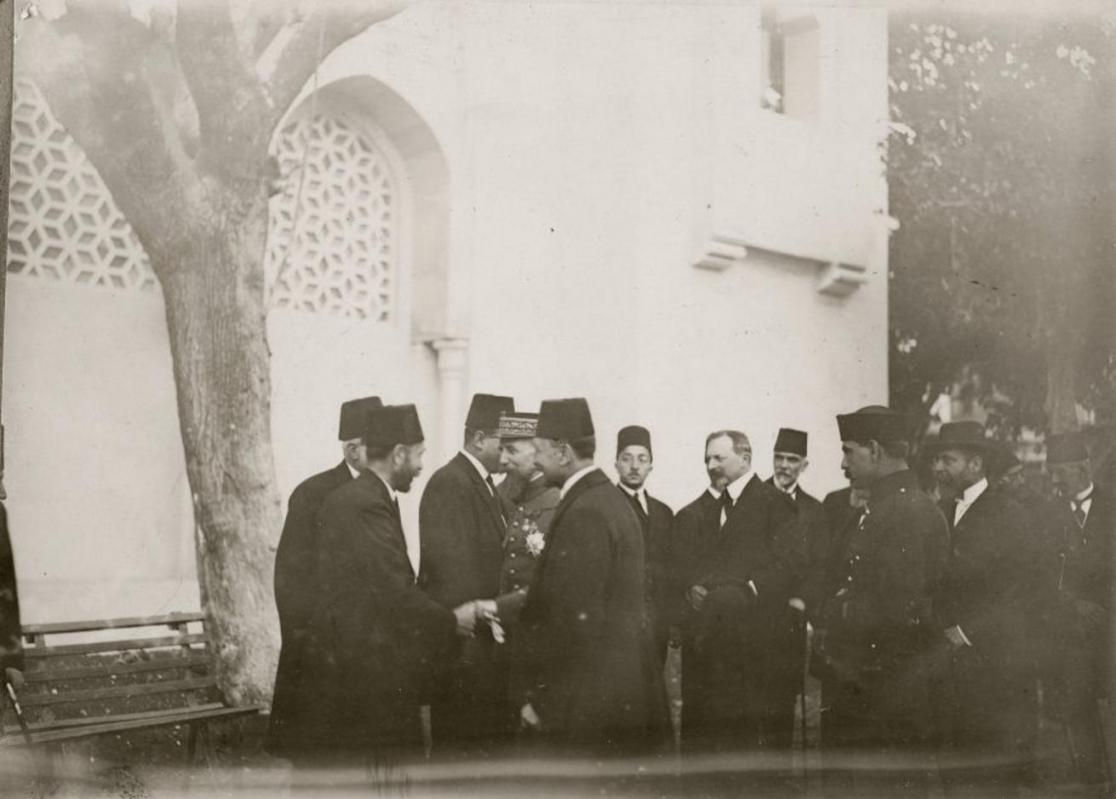
Inauguration de la Foire-Exposition. Le général Gouraud et Hakki Bey el-Kazem, gouverneur de l'État de Damas, devant le pavillon de Damas à Beyrouth. (avril-mai 1921)

Des réformes sont mises en place dans plusieurs domaines : création d’une cour de cassation, structuration de l’ordre des avocats, mise en place du casier judiciaire, réforme des douanes et établissement du cadastre.
L’éducation et l’assistance sociale connaissent un essor considérable. Entre 1920 et 1921, le nombre d’écoles passe de 300 à plus de 950. De nombreux dispensaires, orphelinats et ateliers sociaux sont ouverts, et l’Hôtel-Dieu de Beyrouth est construit.
Une Bourse fut établie à Beyrouth, et la revue française, L'Illustration Économique et Financière, consacra, en février 1921, un numéro spécial à la Syrie, témoignant de l'intérêt croissant pour la région.
Les infrastructures du pays sont rénovées : de nombreuses routes sont restaurées ou créées, 70 ponts et 200 aqueducs sont reconstruits. Le port de Beyrouth est renové, celui de Tripoli bénéficie d’un appontement, et les travaux du port d’Alexandrette débutent.
Le 30 avril 1921, Beyrouth accueillait sa première Foire internationale, événement majeur qui allait symboliser l'essor économique de la région. Près de 1 200 exposants, principalement venus de France, mais aussi de dix autres pays étrangers, prenaient part à cette manifestation. Le gouvernement français y était représenté par un ancien ministre sénateur et un député, à la tête d'une délégation de quelque vingt personnalités.
Le Général Gouraud pose les premiers jalons de l’acquisition des immeubles de la Résidence des Pins, à l’installation encore rudimentaire. Il s’inspire de la Résidence de Lyautey à Rabat pour l’aménager. Par une Convention du 28 septembre 1921, la famille Sursock céda, contre 1 850 000 FF, ses droits à l’Etat français, qui devint propriétaire des bâtiments. Une barrière de bois séparait alors la Résidence de l’hippodrome.
En juillet 1922, il inaugure le Musée de Beyrouth.

### Période de libéralisation

#### Modernisation du pays
L'arrivée des civils au Haut-commissariat a accéléré le processus de modernisation du pays. Damas et d'autres grandes villes syriennes sont modernisées, d'abord sur le plan de l'aménagement urbain des frères René Danger (1872-1954) et Raymond Danger (1883-1958) et de l'architecte Michel Écochard, qui établit des plans pour la modernisation et l'urbanisation de Damas. Le Haut Commissariat organise des chantiers, des restaurations ainsi que des conservations de monuments historiques. En plus d'avoir construit des musées archéologiques, il travaille sur l'électrification et l'alimentation en eau des villes. Parmi eux, des chargés de mission, des archéologues et des experts en architecture antique, dont Paul Deschamps et Pierre Coupel.
Damas voit l'apparition de tramways et de calèches, et la recherche générale d'une plus grande hygiène. Un réseau de routes a été construit et des liaisons vers l'extérieur se sont développées. Des aides ont été accordées à l'agriculture ainsi qu'à l'industrie. L'éducation a été étendue à des milieux variés socialement, ainsi le nombre d'écoles a été multiplié par quatre en vingt ans,.
Le mandat a également consolidé et modernisé le jeune État syrien, consolidation qui s'est accompagnée d'une réforme de la justice et de sa pratique dans le pays. L'armée a également été modernisée, par la création de la base d'une armée nationale.
Une modernisation culturelle gagne aussi la région, la France qui représentait à l'époque un modèle de savoir-vivre est prise comme exemple par les peuples du Levant. Le mandat voit la création de grands hôtels, de restaurants, de cafés, de cinémas, de théâtres et de cabarets. Les femmes s'émancipent, elles accèdent au monde universitaire et à certains aspects de la vie politique et professionnelle. La tenue des Syriens évolue, surtout dans les villes, suivant la mode occidentale. Si les hommes gardent toujours leur tarbouch sur la tête, les femmes adoptent la mode parisienne.
La création de partis politiques et de cercles littéraires est en augmentation ainsi que les activités sportives. La création de journaux augmente également, le nombre de titres passant de 50 sous l'administration arabe à 180 sous l'administration française.
Fin 1932, on peut lire ce commentaire du reporter Pierre La Mazière dans l’hebdomadaire Le Miroir du Monde :

« […] Lorsque fut institué le mandat, l’ensemble des voies ferrées représentait une longueur de 707 kilomètres – elle est aujourd’hui de 1 663 kilomètres ; un seul port était équipé : Beyrouth. Aujourd’hui Tripoli, Lattaquié, Alexandrette sont pourvus d’aménagements et d’un outillage qui leur permettent d’accueillir des bâtiments venant de l’Europe. Le port de Halifa qui pourra recevoir des navires de fort tonnage sera achevé avant le mois de juillet prochain.
La longueur du réseau routier d’intérêt général ne dépassait pas 650 kilomètres, dont 470 à peine étaient en état de viabilité. Elle est aujourd’hui de 1 868 kilomètres. Encore sied-il d’ajouter à ce chiffre 1 500 kilomètres de pistes destinés à assurer les communications à travers le désert.
Évaluées à 700 000 hectares cultivables en 1920, les surfaces cultivables dépassent les 1 600 000 hectares. C’est donc 900 000 hectares qui furent mis en valeur : région d’Alep, d’Antioche, plaine de l’Amour, oasis de la Ghouta près de Damas. La récolte de blé et d’orge a doublé en dix ans ; celle du coton, du tabac, des fruits, de l’olive a subi une progression sensiblement égale.
Le cheptel race ovine et race caprine s’est considérablement accru. On a pourvu à l’exploitation des gisements d’asphalte de la région de Lattaquié et créé une importante fabrique de ciment utilisant les riches gisements calcaires de la région de Chekka. Pour demeurer sur le plan industriel, la puissance globale des entreprises d’énergie électrique qui était, en 1920, de 3 264 chevaux, est passée à 16 940 chevaux. De nouvelles usines fourniront un supplément de 22 000 chevaux.
Enfin, les études pour l’établissement d’un pipe-line à travers la Syrie, pour le transport des pétroles de Mossoul, sont maintenant achevés et les travaux préliminaires sont en voie de réalisation. On a commencé à poser la tuyauterie le mois dernier, conformément au programme tracé qui prévoit l’achèvement des travaux fin juillet 1934.
Si l’on examine maintenant ce que fait la puissance mandataire pour développer l’enseignement, que voit-on ? 2 191 établissements officiels ou privés instruisant 180 000 élèves. Six lycées (Damas, Alep, Homs, Hama, Antioche, Deir ez-Zor) donnent l’enseignement secondaire. À Damas, centre principal de la culture musulmane, une université comprend, outre la faculté de médecine laissée par le régime ottoman, une faculté de droit, une école supérieure de lettres et une académie arabe qui a pour mission de fixer la langue arabe littéraire. »

#### Vers la fin du mandat

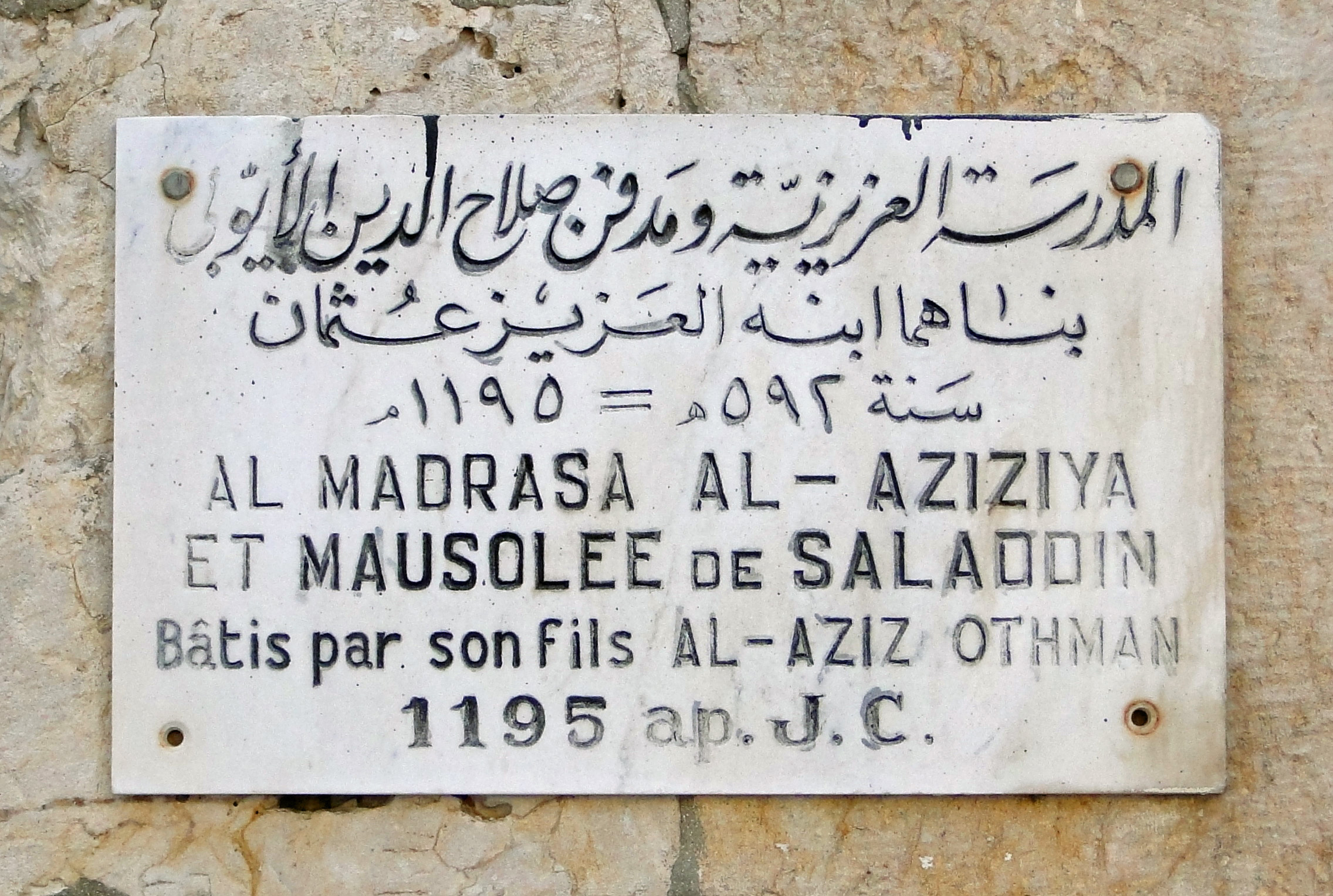
Plaque en français et en arabe à Damas.

Le 24 avril 1928, des élections à deux degrés sont convoquées pour former une assemblée constituante. Ces élections excluent les territoires druze et alaouite. Dans les campagnes, les résultats sont favorables aux modérés, dans les villes aux nationalistes. L'assemblée, constituée de 68 députés passent sous le contrôle des nationalistes alors que ceux-ci étaient minoritaires au sein du parlement. L'assemblée qui se situe dans la continuité du Congrès syrien de 1919 élabore un projet de constitution faisant de la Syrie une république parlementaire englobant « tous les territoires syriens détachés de l'Empire ottoman, sans égards aux divisions intervenues après la fin de la guerre mondiale ».
Devant les activités des parlementaires, le Haut-commissaire décide de dissoudre l'assemblée et promulgue unilatéralement une constitution,. Et les élections suivantes portent Mohammed Ali Bey el-Abed au pouvoir.
Dans le pays, l'autorité réelle du territoire ne dépassait pas celle de la Syrie centrale, Damas, Homs, Hama, Alep et leurs campagnes avoisinantes. Les autres régions du pays sont dominées par des chefs nationalistes comme les Atassi, les Mardam Bey, les Obeid, les Jabiri et les Barakat. Ceux-ci appelaient à des grèves générales, des manifestations, et à partir des mosquées appellent à la révolte contre l'occupant.
Les militaires français voient d'un mauvais œil la politique menée par les civils qui n'arrivent pas à gouverner le pays dans son ensemble. C'est pour cela que les militaires se concentraient dans les montagnes alaouites et druzes, ainsi que dans les steppes (Chamiyé et Djéziré). Le but officiel de cette présence était d'une part de protéger les minorités du pays, et d'autre part la garantie et la défense des frontières orientales. Devant un centre jugé trop remuant, les militaires maintiennent une présence stratégique dans la montagne libanaise à l'ouest, la montagne alaouite au nord, la montagne druze au sud et la zone de steppe à l'est.
Par ailleurs, les militaires encouragent l'émergence de mouvements régionalistes, voire séparatistes pour certains, comme dans la Djéziré entre 1936 et 1939.
Cette politique provoque l’hostilité des Syriens contre le pouvoir centralisé de Damas. À Soueïda, Lattaquié ou Hassatché, le drapeau français était agité par les Syriens, les souks ont été fermés en signe de protestation au pouvoir central et les séquestrations ou expulsions des envoyés du gouvernement se multipliaient à la fin des années 1930.

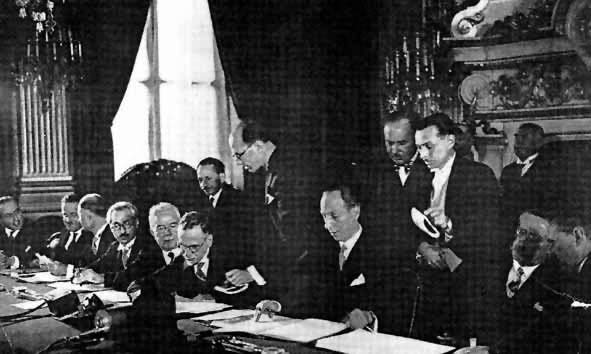
La délégation du Bloc national syrien signant les accords Viénot en 1936.

En France, l'arrivée au pouvoir du Front populaire en 1936 rend possible l'envoi à Paris d'une délégation nationaliste. Les négociations entre le gouvernement français et les nationalistes se concluent par la signature le 9 septembre d'un traité d'indépendance (accords Viénot) de la Syrie dans un délai de cinq ans en échange de divers avantages politiques, économiques et militaires.
Le traité a été ratifié par le parlement syrien à l'unanimité (décembre 1936), mais ne passera pas devant le parlement français, le gouvernement prévoyait déjà un rejet du Sénat. Le traité est définitivement enterré en 1938 devant l'imminence d'une guerre contre l'Allemagne.
En 1939, pour s'assurer de la neutralité de la Turquie dans cette guerre, les Français cèdent le sandjak d'Alexandrette au gouvernement kémaliste.
Des « grèves et manifestations contre la politique de l'administration de Vichy » sont organisées dès la fin du mois de février 1941 « à Damas, Alep et Homs à l'initiative de Chukri Kouatly, et soutenues par de jeunes nationalistes arabes », finissant par gagner le Liban en mars, dont l'origine est « une « crise du pain » née des privilèges accordés à 30 000 familles nouvellement arrivées de France pour rejoindre les organes administratifs et militaires du Mandat ». En juin 1941, les Britanniques et les Français libres entrent en Syrie et au Liban et, après une violente campagne militaire, concluent un armistice avec les troupes françaises. Cet armistice a été conclu entre le général Henri Dentz, délégué de Vichy au Levant et les autorités anglaises, en présence du général Catroux. Avec l'aide britannique, les deux territoires passent sous le contrôle des Forces françaises libres (FFL) et le Haut-commissariat devient par la même occasion la délégation générale de la France libre au Proche-Orient. La même année, de Gaulle déclare : « La France a le devoir et la possibilité d'établir ces États dans leur indépendance ».

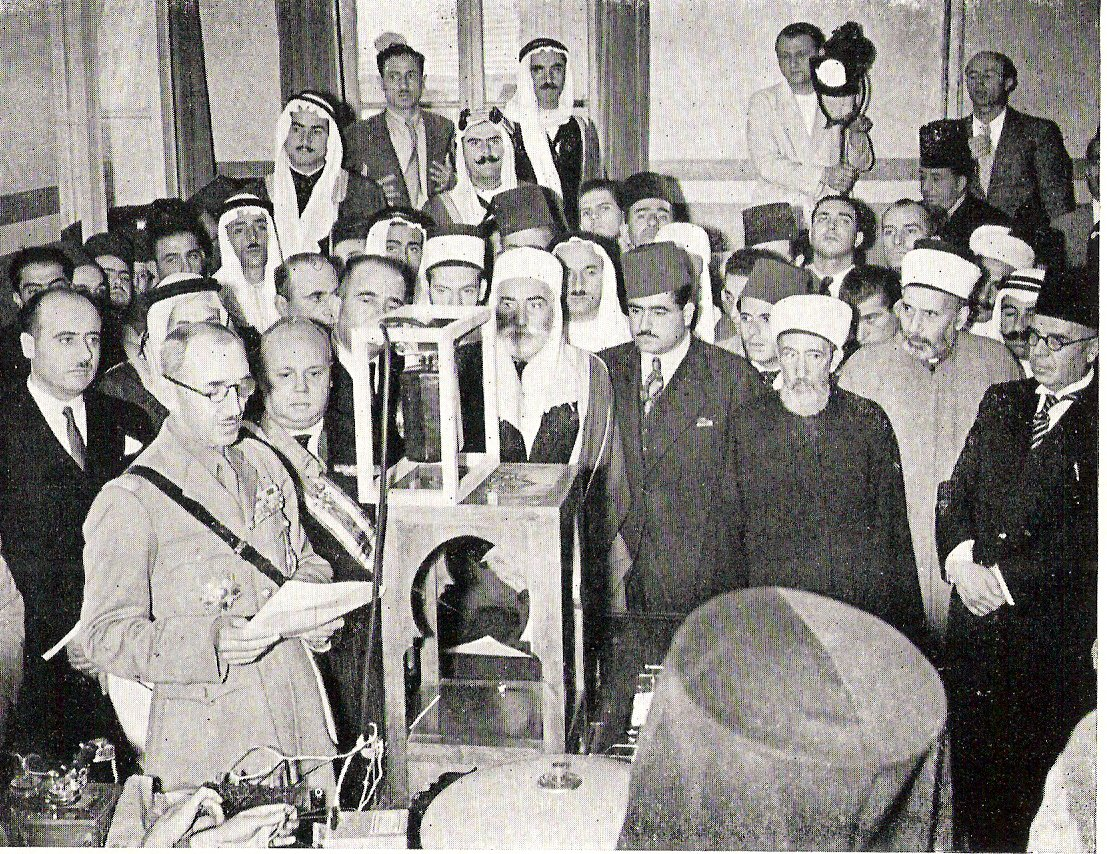
Général Catroux proclamant solennellement l'indépendance de la Syrie et du Liban.

Le 8 juin 1941, le général Catroux, chef des Forces françaises libres (FFL) en Orient, proclame solennellement l'indépendance de la Syrie et du Liban, ainsi que la fin du mandat au Levant. Mais dans les faits, le pays reste sous domination française.
La Seconde Guerre mondiale a été catastrophique pour l'autorité de la France, non seulement par sa défaite contre l'Allemagne mais aussi par les combats qui ont opposé les vichystes et gaullistes en Syrie même. Cette perte d'autorité est significative dans les bastions régionaux, pourtant réputés pro-français.
Le 3 janvier 1944, la France reconnaît officiellement la souveraineté de la Syrie et du Liban. Choukri al-Kouatli est élu président de la République. Cette animosité est renforcée par certaines maladresses de l'administration française. Un affrontement approche. Le parti Baas a créé des équipes de djihad national dont le rôle est de mobiliser les bases populaires contre l'autorité française. Le 29 mai 1945, après dix jours de manifestations ininterrompues, les Français, sous l'ordre du général Fernand Olive, dit Oliva-Roget, bombardent Damas pendant 36 heures d'affilée. On dénombre environ 400 morts et des centaines de blessés. Une partie de la ville est détruite par ce bombardement, dont le parlement syrien et le quartier environnant, qui est maintenant surnommé Hariqa, « l’Incendiée ».
Le Royaume-Uni demande l'arrêt des combats et intervient le 1er juin, selon ses dirigeants comme force modératrice afin de faire cesser les affrontements entre Français et Syriens. Au mois de juillet, une armée syrienne sous commandement syrien voit le jour, et neuf mois plus tard, le 17 avril 1946, le dernier soldat étranger quitte la Syrie.
Les archives du Haut-commissariat (cabinet politique, secrétaire général, bureau diplomatique, services de renseignements et de la presse, archives de souveraineté) ont toutes été rapatriées vers Paris. Mais les dossiers des délégations et des différents services administratifs (comme la justice, l'agriculture, les postes et télégraphes) ont été laissés sur place.